# فيرغوس كير
فيرغوس كير (بالإنجليزية: Fergus Gordon Kerr)‏ هو قسيس بريطاني، ولد في 16 يوليو 1931.